# 原日軍臺中飛行場機槍堡
原日軍臺中飛行場機槍堡（英語：Taichung Aerodrome Gun Tower）是一座位於臺中市北屯區水湳經貿園區（原水湳機場）的軍事設施遺址，是臺灣日治時期參與第二次世界大戰之見證，亦是原水湳機場少數存留的歷史建物。

## 簡介
1940年代，日軍為守備之需而於臺中飛行場興建該機槍掩體。其火力網可壓制飛行場東側一帶平原開闊地區。其主體為由鋼筋及混凝土構成之圓錐型結構體，底座直徑約10公尺，高約6至9公尺。

## 周邊
- 水湳經貿園區

## 外部連結
- 本月歷史事件: 1945/01/03美軍轟炸台中飛行場This Month in History: 1945/01/03 US Navy Bombed Taichu Airdrome @ TaiwanAirBlog （页面存档备份，存于）
- Taichung Aerodrome Gun Tower 臺中飛行場機槍堡 - Synapticism （页面存档备份，存于）（英文）
- Taichu Airfield | World War II Database （页面存档备份，存于）（英文）
- 臺中市大肚台地文化景觀 軍事遺址調查研究計畫 ... - 研究發展成果網
- 飛行場の測候所: 二戰時日本軍隊的「臺灣限定」防空塔 （页面存档备份，存于）
- 二戰時期日本海陸軍在臺灣之飛行場 - 國立臺灣圖書館